# Sriwungu (Tlogomulyo)
Sriwungu is een bestuurslaag in het regentschap Temanggung van de provincie Midden-Java, Indonesië. Sriwungu telt 2025 inwoners (volkstelling 2010).